# Supernova (aespa歌曲)
〈Supernova〉是韓國女子音樂組合aespa首張韓語正規專輯《Armageddon》的主打歌曲之一。由SM娛樂製作，於2024年5月13日下午6時透過各大串流媒體公開音樂與音樂錄影帶。歌曲KENZIE作詞，KENZIE、Paris Alexa、Dwayne "Dem Jointz" Abernathy Jr.作曲，Dem Jointz編曲。

## 背景與發行
2024年2月8日，SM娛樂宣佈aespa計畫在第2季以正規專輯回歸。3月15日，韓國媒體在仁川機場拍攝到aespa出國行程，據悉是前往泰國曼谷拍攝專輯相關影片，於19日完成拍攝行程。同月27日，韓國媒體獨家報導表示：「aespa將在5月份回歸，目前正在為新專輯做最後準備工作。」對此，SM娛樂表示：「目前還沒有確定任何相關行程，但確實會在第2季回歸。詳細的日程會在之後宣佈。」4月22日，aespa透過官方社群平台宣佈於5月27日回歸。
5月7日，公開成員WINTER、GISELLE概念影片「Superbeing」和概念照。8日，公開成員NINGNING、KARINA概念影片「Superbeing」和概念照。9日，公開團體「Superbeing」概念照。
5月12日，公開雙主打歌曲之一〈Supernova〉音樂錄影帶預告和概念照。
5月13日下午6點透過各大串流媒體公開〈Supernova〉歌曲和音樂錄影帶，並於同日公開概念照。

## 製作
歌曲以b小調譜寫，速度每分鐘120拍。由KENZIE作詞，KENZIE、Paris Alexa、Dwayne "Dem Jointz" Abernathy Jr.作曲，Dem Jointz編曲。是首以大鼓和貝斯為主的舞曲。歌詞則描寫「把開啟不同次元的事件比喻為「（超新星（초신성））Supernova」，預告著屬於aespa的音樂曲風和世界觀第2季正式啟動。」

## 音樂錄影帶
2024年5月13日下午6時透過SMTOWN官方YouTube頻道發佈歌曲MV，影片在韓國和泰國曼谷兩地進行音樂錄影帶的拍攝工作。為了模糊真實世界「Real World」aespa和虛擬世界(æ)成員們的形象，影片中虛擬、真實世界讓人無法分辨是否為真實成員演出，同時在音樂錄影帶中結合虛擬和實境等現代概念製作影片。
此外，泰國的拍攝行程除了拍攝〈Supernova〉之外，同時拍攝專輯概念影片「Launch Code」。

## 商業成績
〈Supernova〉發行後，隨即在音樂網站Bugs登上冠軍。在歌曲發行三日後，陸續於Melon、Genie、Flo等音樂網站登上實時榜冠軍，並於5月19日晚間11點首次達成「Real-time All-Kill」成績。隔週，登上YouTube週榜、iChart實時榜、週榜單冠軍以及於25日登上VIBE音樂網站日榜冠軍，同日，韓國綜合音樂榜單iChart宣佈〈Supernova〉於早上7點30分首次達成「Perfect All-Kill」的成績，歷時12天的時間成為2024年最快達成「Perfect All-Kill」成績的女子團體。同時〈Supernova〉是SM娛樂2024年第1首達成PAK成績的歌曲，亦是團體繼2021年發行的《Savage》後，第二首達成「Perfect All-Kill」的歌曲。在5月19日早上7點30分獲得韓國綜合音樂榜單iChart「Perfect All-Kill」的成績後，共達成317次「PAK」的紀錄，特別的是該紀錄是分2次完成，第1次「PAK」的紀錄為5月19日早上7點30分開始共292次，第2次「PAK」的紀錄為8月22日中午12點半開始共24次，而第2次達成「PAK」是〈Supernova〉發行101天後再次達成「Perfect All-Kill」的紀錄。317次「PAK」的成績成為歷代PAK第7名的歌曲，亦是同年度（2024年）團體發行的作品中達成次數最多的歌曲。該紀錄是SM娛樂首次擁有該成績的團體亦是團體出道以來第一首獲得此成績的歌曲。
隨著〈Supernova〉在5月19日獲得「Perfect All-Kill」的成績，讓該歌曲在韓國音樂網站Melon獲得99天的冠軍，在週榜達成連續15週的週冠軍（2024年5月20日-5月26日至8月26-9月1日）成為Melon成立以來的新紀錄。音樂網站Genie獲得119天的冠軍，在週榜達成連續17週的週冠軍（2024年5月20日-5月26日至8月26-9月15日）成為Genie成立以來的新紀錄。音樂網站Flo獲得17週的週冠軍（2024年5月27日-6月2日至9月16日-9月22日）成為Flo成立以來的新紀錄。音樂網站VIBE獲得124天的冠軍成為VIBE成立以來的新紀錄。音樂網站Bugs共獲得49天的冠軍，在週榜獲得7週的週冠軍（2024年5月13日-5月19日至6月17-6月23日、2024年8月19日-8月25日）。此外，該歌曲除了創下音樂網站紀錄外同時亦是同年度（2024年）發行的作品中冠軍最長的紀錄者。該紀錄是SM娛樂首次擁有該成績的團體亦是團體出道以來第一首獲得此成績的歌曲。
在Circle下載週榜（2024年6月9日至15日）獲得第3名，下載月榜獲得第5名。在Circle Chart的數位週榜（5月25日至6月22日、7月13日至7月27日、8月10日至8月17日、8月31日）獲得11週冠軍。在Circle Chart串流週榜（5月25日至9月14日）連續17週獲得冠軍。在數位月榜及串流月榜（6月至8月）連續三個月獲得雙榜冠軍，創下同年度（2024年）發行的作品中最長的紀錄，同時成為繼2020年防彈少年團（BTS）的《Dynamite》和2023年NewJeans的《Ditto》後第三組連續三個月獲得雙榜冠軍的團體。該紀錄是SM娛樂首次擁有該成績的團體亦是團體出道以來第一首獲得此成績的歌曲。

## 宣傳
2024年5月13日〈Supernova〉發行後，aespa於Weverse舉辦慶祝歌曲發行直播與粉絲進行互動。發行後的第一周，分別在《M Countdown》、《Show! 音樂中心》、《音樂銀行》、以及《人氣歌謠》進行打歌宣傳活動，在第二週於上述音樂節目打歌並拿下音樂節目冠軍。共獲得8座音樂節目的冠軍。

## 混音版本
SM娛樂旗下EDM廠牌《ScreaM Records》的「iScreaM」歌曲混音企劃，宣佈〈Supernova〉將發佈混音版本。混音歌曲由Grimes。混音版本由SM娛樂、ScreaM Records製作，Kakao娛樂於2024年9月20日發行〈iScreaM Vol.33 : Supernova / Armageddon Remixes〉歌曲與音樂錄影帶。

## 音樂現場
| 音樂節目現場 | 音樂節目現場   | 音樂節目現場 | 音樂節目現場                    |
| 電視台       | 節目名稱       | 日期         | 官方影片                        |
| ------------ | -------------- | ------------ | ------------------------------- |
| Mnet         | M Countdown    | 5月16日      | 20240516 （页面存档备份，存于） |
| Mnet         | M Countdown    | 5月23日      | 20240523 （页面存档备份，存于） |
| KBS2         | Music Bank     | 5月17日      | 20240517 （页面存档备份，存于） |
| KBS2         | Music Bank     | 5月24日      | 20240524 （页面存档备份，存于） |
| MBC          | Show! 音樂中心 | 5月18日      | 20240518 （页面存档备份，存于） |
| MBC          | Show! 音樂中心 | 5月25日      | 20240525 （页面存档备份，存于） |
| SBS          | 人氣歌謠       | 5月19日      | 20240519 （页面存档备份，存于） |
| SBS          | 人氣歌謠       | 5月26日      | 20240526 （页面存档备份，存于） |

## 榜單成績

### 音源榜
| 音源榜                                                        | 最高名次 | 最高名次 | 最高名次 | 最高名次 | 最高名次 | 來源   |
| 音源榜                                                        | 實時榜   | TOP100   | 日榜     | 週榜     | 月榜     | 來源   |
| ------------------------------------------------------------- | -------- | -------- | -------- | -------- | -------- | ------ |
| iChart                                                        | 1        |          |          | 1        |          | [ 29 ] |
| Melon                                                         | 1        | 1        | 1        | 1        | 1        | [ 32 ] |
| Genie                                                         | 1        |          | 1        | 1        | 1        | [ 33 ] |
| Bugs                                                          | 1        |          | 1        | 1        |          | [ 34 ] |
| Flo                                                           | 1        |          |          |          |          | [ 35 ] |
| VIBE                                                          |          |          | 1        |          |          | [ 36 ] |
| YouTube                                                       |          |          |          | 1        |          | [ 38 ] |
| - 「*」：打榜中 - 「/」：未入榜 - 「 」：該段時期未設立排行榜 |          |          |          |          |          |        |

### 國際排行榜
| 周榜單（2024年）                     | 最高排名 |
| ------------------------------------ | -------- |
| 全球（Billboard Global 200）         | 17       |
| 全球（《告示牌》美國除外全球單曲榜） | 6        |
| 美國（《告示牌》世界單曲暢銷榜）     | 5        |
| 台灣（告示牌歌曲榜）                 | 2        |
| 韓國（《告示牌》歌曲榜）             | 1        |
| 馬來西亞（《告示牌》歌曲榜）         | 6        |
| 新加坡（《告示牌》歌曲榜）           | 6        |
| 香港（《告示牌》歌曲榜）             | 1        |
| 印尼（《告示牌》歌曲榜）             | 10       |
| 阿根廷（《告示牌》Hot 100歌曲榜）    | 50       |
| 日本（日本告示牌百大單曲榜）         | 25       |
| 日本（Oricon串流榜）                 | 24       |
| 紐西蘭（RMNZ四十強熱歌榜）           | 12       |
| 新加坡（RIAS最佳地區歌曲榜）         | 6        |
| 韓國（Circle數位榜）                 | 1        |
| 韓國（Circle串流榜）                 | 1        |
| 韓國（Circle下載榜）                 | 3        |
| 台灣（Hit FM聯播網日亞榜）           | 2        |
| 台灣（KKBOX韓語單曲週榜）            | 1        |
| 英國（OCC單曲下載榜）                | 33       |
| 英國（OCC單曲銷售榜）                | 33       |
| 荷蘭（GLOBAL TOP 40）                | 17       |

| 月榜單（2024年）     | 最高排名 |
| -------------------- | -------- |
| 韓國（Circle數位榜） | 1        |
| 韓國（Circle串流榜） | 1        |
| 韓國（Circle下載榜） | 5        |

## 獲獎與提名

### 音樂節目獎項
| 年份 | 日期    | 電視台 | 節目名稱       | 來源   |
| ---- | ------- | ------ | -------------- | ------ |
| 2024 | 5月23日 | Mnet   | M Countdown    | [ 62 ] |
| 2024 | 5月25日 | MBC    | Show! 音樂中心 | [ 63 ] |
| 2024 | 5月26日 | SBS    | 人氣歌謠       | [ 64 ] |
| 2024 | 5月30日 | Mnet   | M Countdown    | [ 65 ] |
| 2024 | 6月1日  | MBC    | Show! 音樂中心 | [ 66 ] |
| 2024 | 6月14日 | KBS2   | 音樂銀行       | [ 67 ] |
| 2024 | 6月16日 | SBS    | 人氣歌謠       | [ 68 ] |
| 2024 | 6月23日 | SBS    | 人氣歌謠       | [ 69 ] |

### 獲獎與提名
| 年份   | 屆數   | 頒獎典禮                                 | 獎項                     | 提名項目  | 結果 | 來源   |
| ------ | ------ | ---------------------------------------- | ------------------------ | --------- | ---- | ------ |
| 2024年 | 第1屆  | 韓國音樂大獎（Korean Grand Music Award） | Grand Song（大賞）       | Supernova | 獲獎 | [ 70 ] |
| 2024年 | 第1屆  | 韓國音樂大獎（Korean Grand Music Award） | KGMA 最佳串流歌曲        | Supernova | 獲獎 | [ 70 ] |
| 2024年 | 第1屆  | 韓國音樂大獎（Korean Grand Music Award） | KGMA 最佳歌曲            | Supernova | 獲獎 | [ 70 ] |
| 2024年 | 第26屆 | 2024年MAMA大獎                           | 最佳年度歌曲（大賞）     | Supernova | 獲獎 | [ 71 ] |
| 2024年 | 第26屆 | 2024年MAMA大獎                           | 最佳舞蹈表演女團         | Supernova | 獲獎 | [ 71 ] |
| 2024年 | 第26屆 | 2024年MAMA大獎                           | 最佳編舞                 | Supernova | 獲獎 | [ 71 ] |
| 2024年 | 第16屆 | 2024年甜瓜音樂獎                         | 年度歌曲（大賞）         | Supernova | 獲獎 | [ 72 ] |
| 2024年 | 第5屆  | 亞洲流行音樂大獎                         | 最佳表演组合 (海外)      | Supernova | 提名 | [ 73 ] |
| 2024年 | 第5屆  | 亞洲流行音樂大獎                         | 最佳作曲(海外)           | Supernova | 提名 | [ 73 ] |
| 2024年 | 第5屆  | 亞洲流行音樂大獎                         | 最佳作词 (海外)          | Supernova | 提名 | [ 73 ] |
| 2024年 | 第5屆  | 亞洲流行音樂大獎                         | 年度歌曲 (海外)          | Supernova | 提名 | [ 73 ] |
| 2024年 | 第5屆  | 亞洲流行音樂大獎                         | TOP 20 SONGS OF THE YEAR | Supernova | 獲獎 | [ 74 ] |
| 2025年 | 第39屆 | 金唱片獎                                 | 年度歌曲（大賞）         | Supernova | 獲獎 | [ 75 ] |
| 2025年 | 第39屆 | 金唱片獎                                 | 音源（本賞）             | Supernova | 獲獎 | [ 75 ] |
| 2025年 | 第23屆 | MTV日本音樂錄影帶大獎                    | 最佳舞蹈音樂錄影帶獎     | Supernova | 獲獎 | [ 76 ] |
| 2025年 | 第1屆  | D Awards                                 | 年度歌曲（大賞）         | Supernova | 獲獎 | [ 77 ] |
| 2025年 | 第1屆  | MUSIC AWARDS JAPAN                       | 最佳亚洲歌曲奖           | Supernova | 獲獎 |        |

## 發行歷史
| 發行地區 | 發行日期      | 發行方式 | 版本   | 廠牌                                            |
| -------- | ------------- | -------- | ------ | ----------------------------------------------- |
| 全球     | 2024年5月13日 | 數位下載 | 原版   | SM娛樂 Kakao娛樂                                |
| 全球     | 2024年9月20日 | 數位下載 | 混音版 | SM娛樂 ScreaM Records  Kakao娛樂 |